# Hinteres Sonnwendjoch
Le Hinteres Sonnwendjoch est un sommet des Alpes, à 1 986 m d'altitude, dans les Préalpes bavaroises, en Autriche (land du Tyrol).